# Gymnastik under sommer-OL 2016 – Bensving (herrer)
Mændenes bensvingskonkurrence under sommer-OL 2016 fandt sted på HSBC Arena den 14. august 2016.

## Konkurrenceformat
De øverste 8 gymnaster i kvalifikationensfasen (begrænset til to pr. NOC), baseret på kombineret score på udførelsen og sværhedgraden på hvert redskab, avancerede til den individuelle all-around finale. Finalisterne udførte på hvert redskab igen. Kvalifikationskravsscoringerne blev derefter ignoreret, hvor kun finalerundens scores tæller.